# Herpetopoma larochei
Herpetopoma larochei là một loài ốc biển, là động vật thân mềm chân bụng sống ở biển trong họ Chilodontidae.

## Phân bố
Loài này phân bố ở New Zealand.